# Lynn Greer
Lynn Greer (nacido el 23 de octubre de 1979 en Filadelfia, Pensilvania) es un jugador profesional de baloncesto que juega en Darüşşafaka S.K..

## Carrera
Greer asistió a la Universidad de Temple donde en su año sénior promedió 23.2 puntos en 39.7 minutos de juego, incluyendo un partido de prórroga en el que anotó 47 puntos, con victoria para Temple por 70-67 ante Wisconsin. 
Antes de fichar por Milwaukee Bucks, Greer jugó en Italia, Polonia, Rusia, Grecia y en Greenville Groove de la NBDL. En junio de 2006 fichó por los Bucks, promediando 4.1 puntos en 41 partidos en su primera temporada en la NBA.
En septiembre de 2007 dejó la NBA para fichar por el Olympiacos BC, y en 2009 fue traspasado al Fenerbahçe Ülker.